# Pożarnictwo

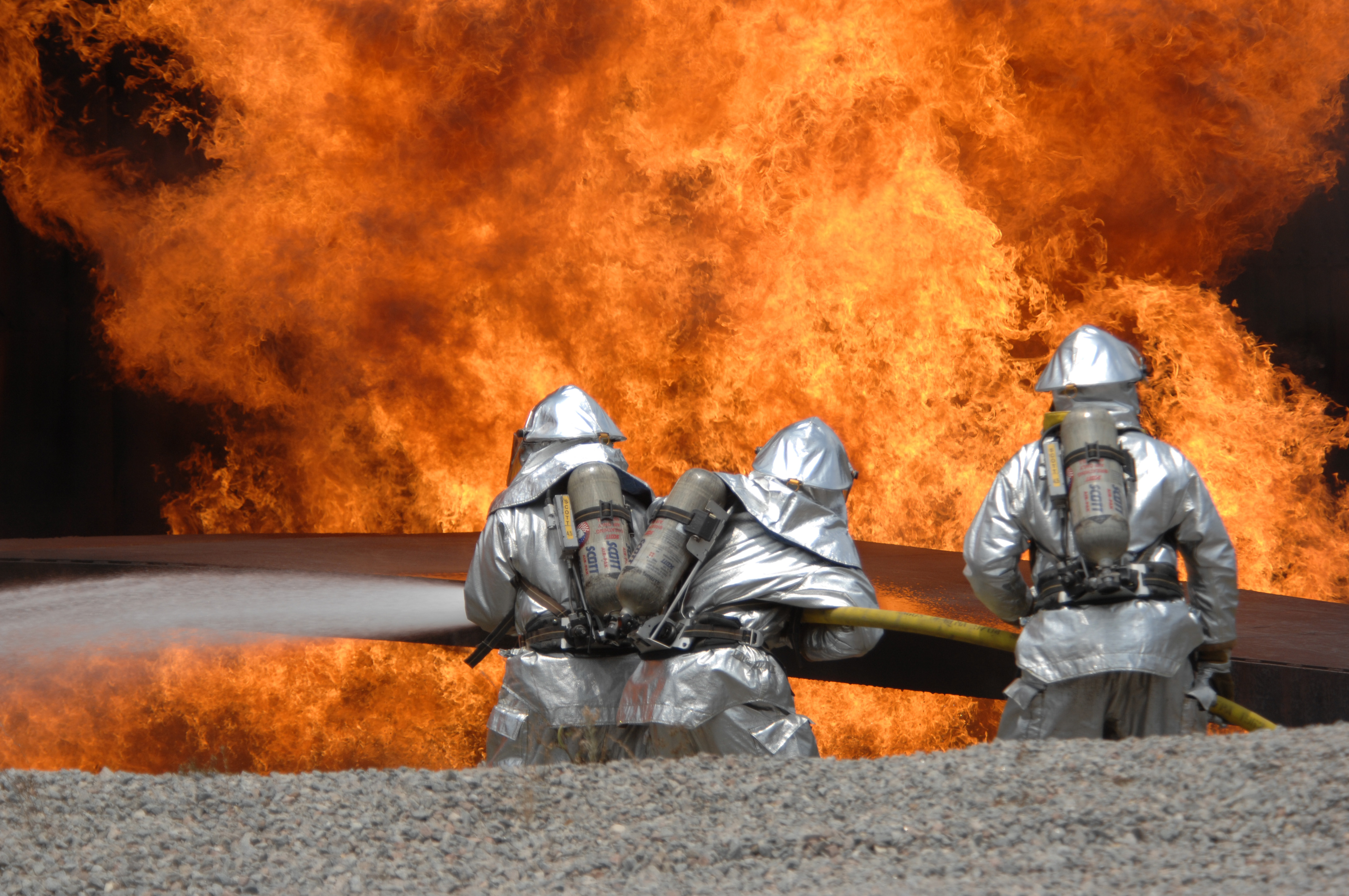
Akcja gaśnicza

Pożarnictwo – ogół działań mających na celu zapobiegania pożarom i bezpośrednią walkę z nimi.
Najstarsze ślady takiej działalności sięgają roku 2000 p.n.e. Spotykamy je zapisane na egipskich papirusach. Dzisiaj pojęcie pożarnictwo ma jednak dużo szersze znaczenie.
Przez pożarnictwo należy rozumieć całokształt działań podejmowanych przez jednostki ochrony przeciwpożarowej, a na mocy obowiązujących przepisów prawa zadania te w znacznym stopniu zostały rozszerzone. Dziś pożarnictwo to walka z pożarami, działania ratownicze podczas różnego rodzaju wypadków drogowych, działania w zakresie pierwszej pomocy, ratownictwo chemiczne i ekologiczne, ratownictwo na wodach, czy ratownictwo wysokościowe. Dlatego w szerokim znaczeniu należy przyjąć, że pożarnictwo to każda czynność podejmowana przez wyspecjalizowane jednostki ochrony przeciwpożarowej.

## Zobacz też

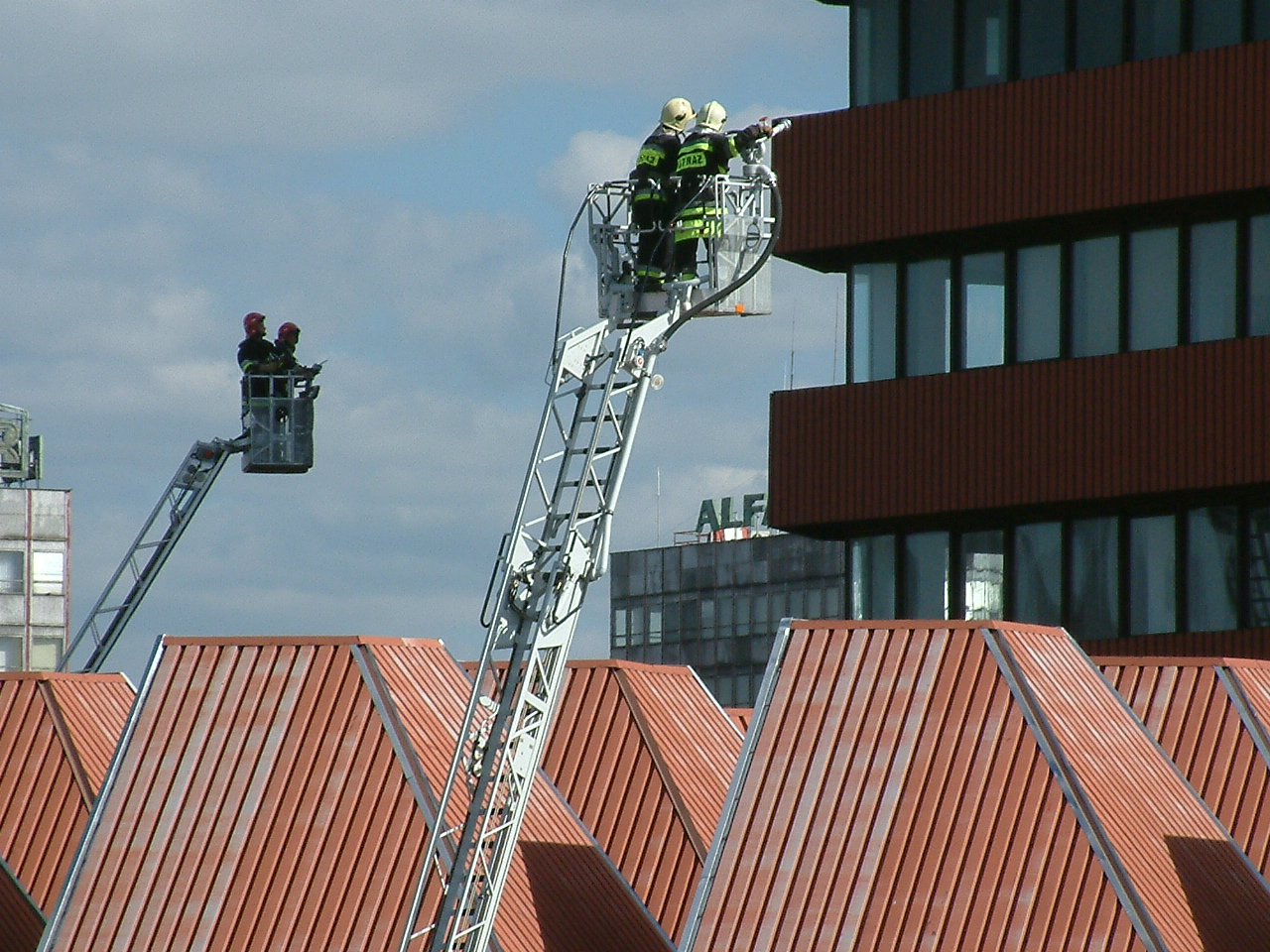
Strażacy podczas ćwiczeń
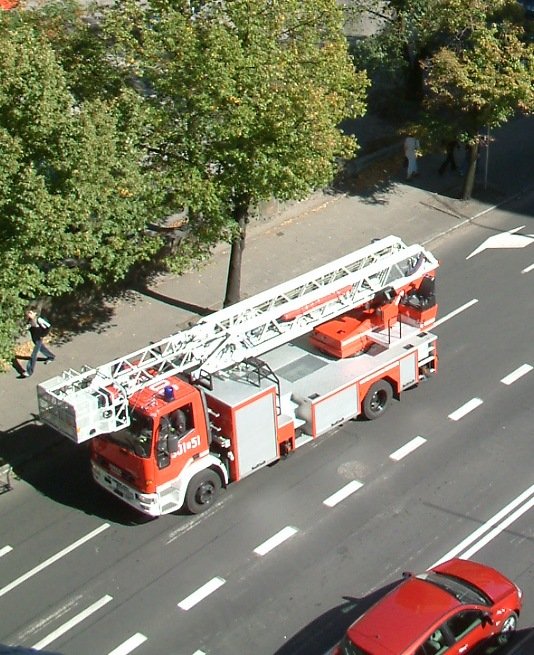
Wóz strażacki z wysuwaną drabiną
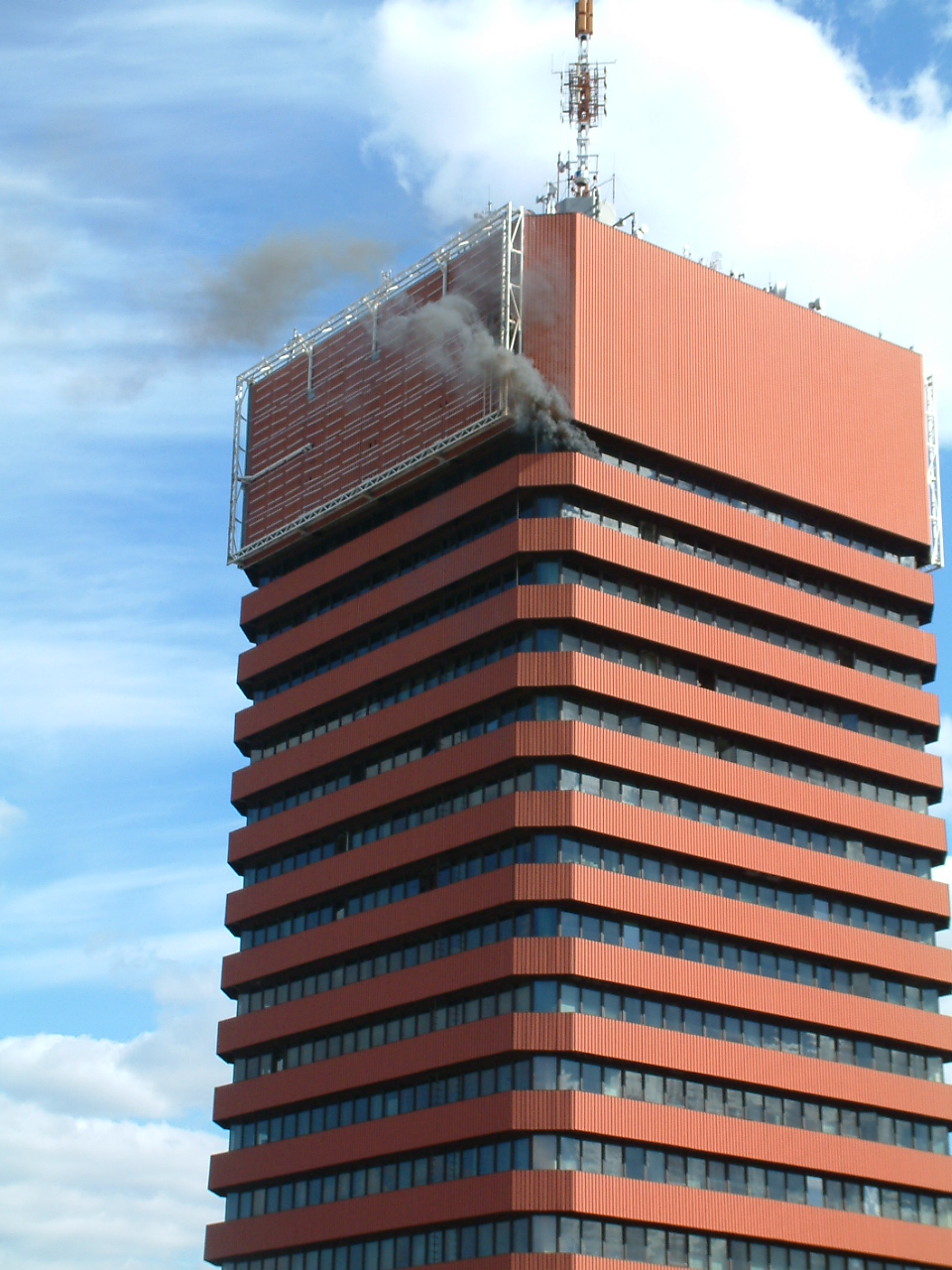
Pozorowany pożar wieżowca
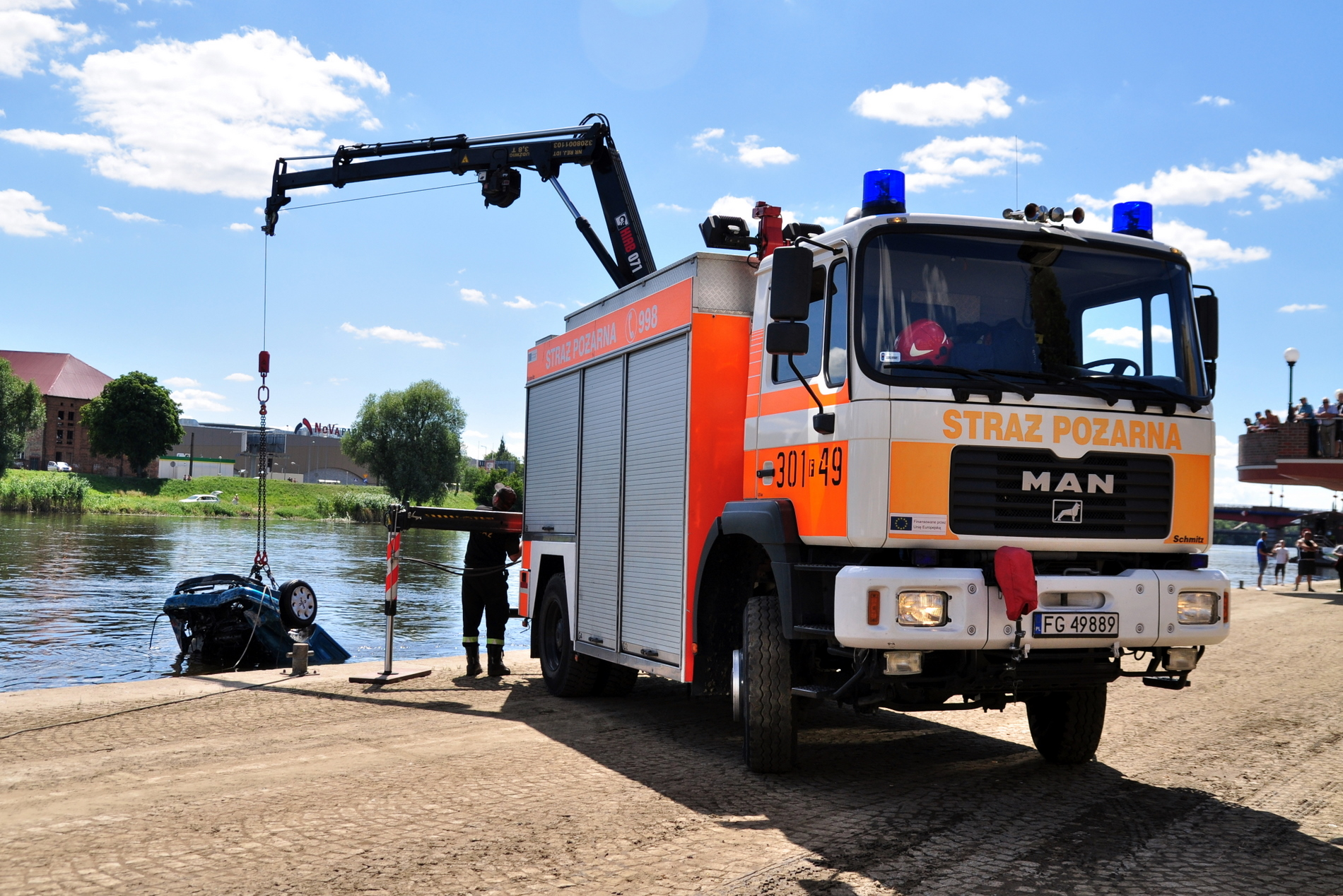
Samochód ratownictwa technicznego podczas interwencji